# Личківська сільська рада
Ли́чківська сільська́ ра́да — колишній орган місцевого самоврядування в Магдалинівському районі Дніпропетровської області. Адміністративний центр — село Личкове.

## Загальні відомості
- Населення ради: 3 006 осіб (станом на 2001 рік)

## Населені пункти
Сільській раді підпорядковані населені пункти:
- с. Личкове
- с. Великокозирщина

## Склад ради
Рада складалася з 20 депутатів та голови.
- Голова ради: Чуприн Анатолій Григорович
- Секретар ради: Білан Тетяна Петрівна

### Керівний склад попередніх скликань
| Прізвище, ім'я, по батькові | Основні відомості                                                                      | Дата обрання | Дата звільнення |
| --------------------------- | -------------------------------------------------------------------------------------- | ------------ | --------------- |
| Никоненко Микола Іванович   | Сільський голова, 1957 року народження, освіта вища, член Комуністичної партії України | 26.03.2006   | 31.10.2010      |
| Никоненко Микола Іванович   | Сільський голова, 1957 року народження, освіта вища, член Комуністичної партії України | 31.10.2010   | 09.09.2012      |
| Чуприн Анатолій Григорович  | Сільський голова, 1965 року народження, освіта вища, член Партії регіонів              | 09.09.2012   |                 |

Примітка: таблиця складена за даними сайту Верховної Ради України

### Депутати
За результатами місцевих виборів 2010 року депутатами ради стали:

#### За суб'єктами висування
| Суб'єкт висування           | Кількість обраних депутатів | %  |
| --------------------------- | --------------------------- | -- |
| Комуністична партія України | 7                           | 35 |
| Партія регіонів             | 7                           | 35 |
| Самовисування               | 5                           | 25 |
| Народна партія              | 1                           | 5  |

#### За округами
| № округу                    | Прізвище, ім'я, по батькові     | Дата визнання обраним | Освіта  | Партійна приналежність            | Відомості про обраного депутата                                                        |
| --------------------------- | ------------------------------- | --------------------- | ------- | --------------------------------- | -------------------------------------------------------------------------------------- |
| Комуністична партія України |                                 |                       |         |                                   |                                                                                        |
| 3                           | Бут Світлана Петрівна           | 03.11.2010            | середня | позапартійна                      | Магдалинівське управління праці та соціального захисту населення, соціальний працівник |
| 4                           | Бахмат Раїса Василівна          | 03.11.2010            | середня | член Комуністичної партії України | тимчасово не працює                                                                    |
| 11                          | Колєснік Зінаїда Іванівна       | 03.11.2010            | вища    | позапартійна                      | ТОВ «Аякс», завідувачка канцелярії                                                     |
| 13                          | Півень Раїса Никифорівна        | 03.11.2010            | вища    | позапартійна                      | Личківська сільська рада, діловод                                                      |
| 15                          | Донська Валентина Дмитрівна     | 03.11.2010            | вища    | позапартійна                      | Личківська сільська рада, рахівник-касир                                               |
| 16                          | Землянська Любов Опанасівна     | 03.11.2010            | вища    | член Комуністичної партії України | пенсіонер                                                                              |
| 20                          | Липка Надія Миколаївна          | 03.11.2010            | вища    | позапартійна                      | Личківський дошкільний навчальний заклад, вихователь                                   |
| Народна Партія              |                                 |                       |         |                                   |                                                                                        |
| 9                           | Загинайко Ольга Сидорівна       | 03.11.2010            | вища    | член Народної партії              | Личківська загальноосвітня школа, вчитель                                              |
| Партія регіонів             |                                 |                       |         |                                   |                                                                                        |
| 1                           | Халецький Ігор Володимирович    | 03.11.2010            | середня | позапартійний                     | приватний підприємець                                                                  |
| 5                           | Бондаренко Сергій Анатолійович  | 03.11.2010            | вища    | позапартійний                     | селянське фермерське господарство «Мирне», голова                                      |
| 6                           | Грищенко Олена Вікторівна       | 03.11.2010            | вища    | член Партії регіонів              | тимчасово не працює                                                                    |
| 7                           | Білан Тетяна Петрівна           | 03.11.2010            | вища    | позапартійна                      | Личківська сільська рада, секретар                                                     |
| 8                           | Білан Людмила Миколаївна        | 03.11.2010            | вища    | позапартійна                      | Личківська загальноосвітня школа, вчитель                                              |
| 12                          | Однорал Олександр Васильович    | 03.11.2010            | вища    | член Партії регіонів              | пенсіонер                                                                              |
| 14                          | Чуприна Анатолій Григорович     | 03.11.2010            | вища    | позапартійний                     | ТОВ агрофірма «Олімпекс-Агро», інженер                                                 |
| Самовисування               |                                 |                       |         |                                   |                                                                                        |
| 2                           | Будильський Віталій Іванович    | 03.11.2010            | середня | позапартійний                     | ТОВ «Молочний дім», заготівельник                                                      |
| 10                          | Ляшенко Павло Миколайович       | 03.11.2010            | вища    | позапартійний                     | ТОВ агрофірма «Олімпекс-Агро», агроном                                                 |
| 17                          | Постовой Геннадій Олександрович | 03.11.2010            | вища    | позапартійний                     | приватне підприємство, голова                                                          |
| 18                          | Гудзь Валентина Михайлівна      | 03.11.2010            | середня | позапартійна                      | приватне підприємство, голова                                                          |
| 19                          | Деберина Олександр Миколайович  | 03.11.2010            | вища    | позапартійний                     | ТОВ «Хімагроюг», завідувач складу                                                      |